# Сёбю, Эгиль
Э́гиль Ви́ке Сёбю (норв. Egil Vike Søby; 25 ноября 1945, Тёнсберг) — норвежский гребец-байдарочник, выступал за сборную Норвегии в середине 1960-х — начале 1970-х годов. Чемпион летних Олимпийских игр в Мехико, бронзовый призёр Олимпиады в Мюнхене, чемпион мира, серебряный и бронзовый призёр чемпионатов Европы, победитель многих регат национального и международного значения.

## Биография
Эгиль Сёбю родился 25 ноября 1945 года в коммуне Тёнсберг губернии Вестфолл. Активно заниматься греблей начал с раннего детства, проходил подготовку в местном одноимённом каноэ-клубе «Тёнсберг».
Первого серьёзного успеха на взрослом международном уровне добился в 1966 году, когда попал в основной состав норвежской национальной сборной и побывал на чемпионате мира в Восточном Берлине, откуда привёз награду серебряного достоинства, выигранную в зачёте двухместных байдарок на дистанции 10000 метров. Год спустя на чемпионате Европы в немецком Дуйсбурге получил бронзовую медаль в одиночках на десяти километрах. Благодаря череде удачных выступлений удостоился права защищать честь страны на летних Олимпийских играх 1968 года в Мехико — в составе четырёхместного экипажа, куда также вошли гребцы Стейнар Амундсен, Туре Бергер и Ян Йохансен, обогнал на дистанции 1000 метров всех своих соперников и завоевал тем самым золотую олимпийскую медаль.
В 1969 году на европейском первенстве в Москве Сёбю выиграл серебряную медаль в двойках на десяти километрах. В следующем сезоне посетил чемпионат мира в Копенгагене, откуда вернулся с наградой золотого достоинства, выигранной в байдарках-четвёрках на десяти километрах. Ещё через год на аналогичных соревнованиях в югославском Белграде в двойках на десяти тысячах метрах удостоился серебра. Будучи одним из лидеров гребной команды Норвегии, благополучно прошёл квалификацию на Олимпийские игры 1972 года в Мюнхене — в четвёрках с теми же партнёрами, как и четыре года назад, получил на сей раз бронзу — в решающем заезде его обошли экипажи из СССР и Румынии. Вскоре по окончании этих соревнований принял решение завершить карьеру профессионального спортсмена, уступив место в сборной молодым норвежским гребцам.
Помимо занятий спортом в период 1966—1985 Эгиль Сёбю служил в полиции, затем в 1985—1994 годах работал учителем в колледже.